# Slaget om Sevastopol
Slaget om Sevastopol (også kaldet Belejringen af Sevastopol) var et blodigt slag på Østfronten under 2. verdenskrig. Slaget var en del af Operation Barbarossa og blev udkæmpet mellem Sovjetunionen og Aksemagterne under ledelse af Nazi-Tyskland.
Sevastopol, som ligger på Krimhalvøen i Sortehavet, blev for alvor draget ind i krigen mod slutningen af september 1941, da Wehrmachts Heeresgruppe Süd under ledelse af general Erich von Manstein nåede frem til Krim.

## Angrebet på Krim
Den 24. september 1941 gik de tyske styrker ind på halvøen over Perekoptange, den smalle landtange som forbinder Krim med fastlandet. Efter fem dage havde tyskerne sikret forbindelsen og et brohoved på halvøen. 18. oktober rykkede de videre, og efter ti dage med bitre kampe faldt den sovjetiske modstand sammen og tyskerne kunne rykke frem mod Sevastopol. Den 16. november havde de tyske styrker indtaget hele halvøen bortset fra Sevastopol og byens nærmeste omgivelser.

## Sevastopol
I begyndelsen af december 1941 gik den Røde Hær til modoffensiv, som de tyske tropper neutraliserede midt i januar 1942 uden dog at kunne indtage Sevastopol. Tyskerne indledte en belejring af byen og satte den under kraftigt bombardement blandt andet med jernbanekanoner. De sovjetiske styrker holdt stand helt til juli 1942, da de sovjetiske styrker kapitulerede, efter at en del var evakueret ad søvejen.

## Betydning
Sejren var kostbar for tyskerne, både med hensyn til antal dræbte, sårede og tilfangetagne, og tab af vigtigt materiel. Desuden havde kampene forsinket den tyske fremrykning på Østfronten, og særligt Operation Blau, den militære operation, der skulle rykke Heeresgruppe Süd mod de vigtige mål Stalingrad og oliekilderne i Kaukasus. Den tyske vurdering gik på, at det var vigtigt at have "ryggen fri" både under opmarchen mod Stalingrad og i angrebet mod Kaukasus, og ikke have for mange styrker bundet på Krim som en isoleret sovjetisk styrke i Sevastopol ville kræve. Hertil kom, at det indgik i de tyske planer at angribe Kaukasus via Kertsch-strædet mellem Azovske Hav og Sortehavet helt øst på halvøen.
Propagandamæssigt gjorde tyskerne imidlertid meget ud af sejren, og alle de deltagende tyske soldater fik et særligt Sevastopol-mærke til uniformen, og Erich von Manstein blev udnævnt til generalfeltmarskal.